# The Poor Boob
The Poor Boob è un film muto del 1919 diretto da Donald Crisp. Prodotto dalla Famous Players-Lasky Corporation, aveva come interpreti Bryant Washburn, Wanda Hawley, Richard Rosson, Theodore Roberts, Raymond Hatton, Charles Ogle. 
La sceneggiatura di Gardner Hunting si basa sull'omonimo lavoro teatrale di Margaret Mayo.

## Trama

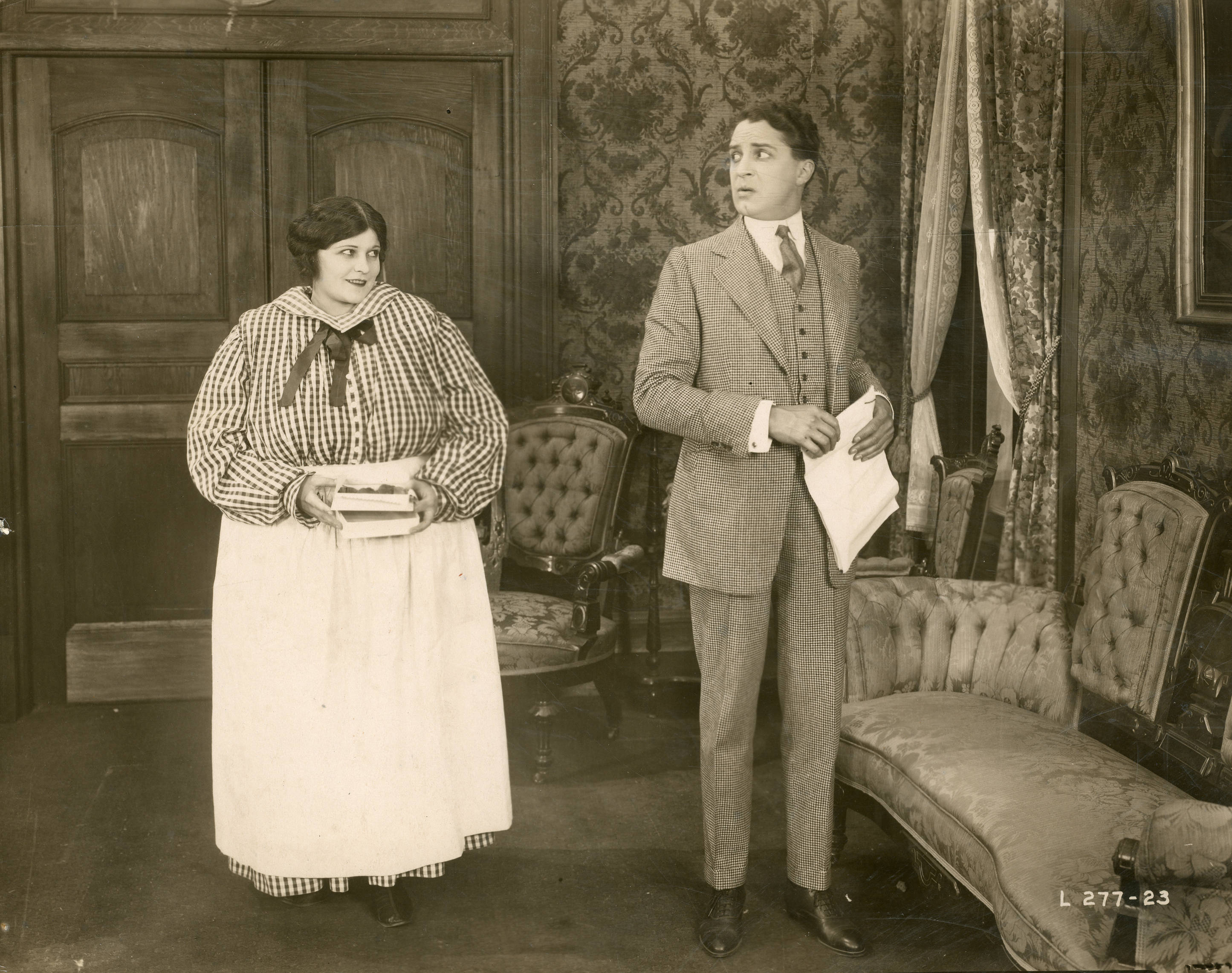
Mary Thurman e Bryant Washburn

Simpson Hightower, un giovanotto timido e schivo, lascia il suo paesello dopo avere perso a favore di Stephen Douglas non solo la fabbrica di conserve che gli ha lasciato il padre ma anche Tiny, la sua più che florida ragazza. Il giovane va ad abitare a New York, dove viene assunto in un ufficio di approvvigionamento nel quale lavorano anche Hope, come stenografa, e Jimmy, come fattorino. Mentre i suoi nuovi amici cercano di aiutarlo a far carriera, Simpson non riesce ad ottenere un grosso contratto con i danesi e, dopo una serie di errori, viene licenziato. I suoi due amici gli consigliano allora di ritornare a casa, facendosi però passare per un uomo d'affari che ha avuto successo: loro due lo sosteranno, fingendosi lei, Pep, la sua segretaria e lui, Jimmy, il suo valletto. Con il loro aiuto, Simpson ottiene alla fine il famoso contratto con i danesi. Non solo, riesce anche a ricomprare la propria fabbrica. Superato il suo amore per Tiny, sempre più grassoccia, capisce di essere in realtà innamorato della sua preziosa Pep.

## Produzione
Il film fu prodotto dalla Famous Players-Lasky Corporation.

## Distribuzione
Il copyright del film, richiesto dalla Famous Players-Lasky Corp., fu registrato il 24 gennaio 1919 con il numero LP13339.
Distribuito dalla Famous Players-Lasky Corporation e dalla Paramount Pictures, il film uscì nelle sale cinematografiche degli Stati Uniti il 9 marzo 1919.
Non si conoscono copie ancora esistenti della pellicola che viene considerata presumibilmente perduta.